# Johann Peter Hebel
Johann Peter Hebel (Basilea, 10 de mayo de 1760 - Schwetzingen, 22 de septiembre de 1826) fue un poeta alemán del área de habla alemánica del sur de Baden y teólogo evangélico y pedagogo. Pasó la mitad de su juventud en Hausen en el Valle del Wiese, un municipio en el distrito de Lörrach en Baden-Wurtemberg, Alemania, la aldea natal de su madre, después de que su padre muriera de tifus en 1761. La casa donde vivió en Hausen, la Casa de Hebel, alberga el museo local y un museo literario en su honor.
Es considerado comúnmente como el más sobresaliente poeta del dialecto alemánico. Es conocido especialmente por sus Alemannische Gedichte y por numerosos Kalendergeschichten.

## Obras
- Kannitverstan
- Unverhofftes Wiedersehen
- Allemannische Gedichte [Poemas Alemánicos]. Für Freunde ländlicher Natur und Sitten [Para amigos de la naturaleza campestre y de las costumbres rurales]. Karlsruhe, 1803
- Schatzkästlein des Rheinischen Hausfreunds [Cofrecillo del amigo de casa renano]. Stuttgart: Cotta, 1811
- Biblische Geschichten. Für die Jugend bearbeitet [Historias Bíblicas. Adaptadas para la juventud]. Stuttgart: Cotta, 1824